# Burmagomphus arthuri
Burmagomphus arthuri är en trollsländeart som beskrevs av Maurits Anne Lieftinck 1953. Burmagomphus arthuri ingår i släktet Burmagomphus och familjen flodtrollsländor. IUCN kategoriserar arten globalt som otillräckligt studerad. Inga underarter finns listade i Catalogue of Life.